# Holoprozencefalia

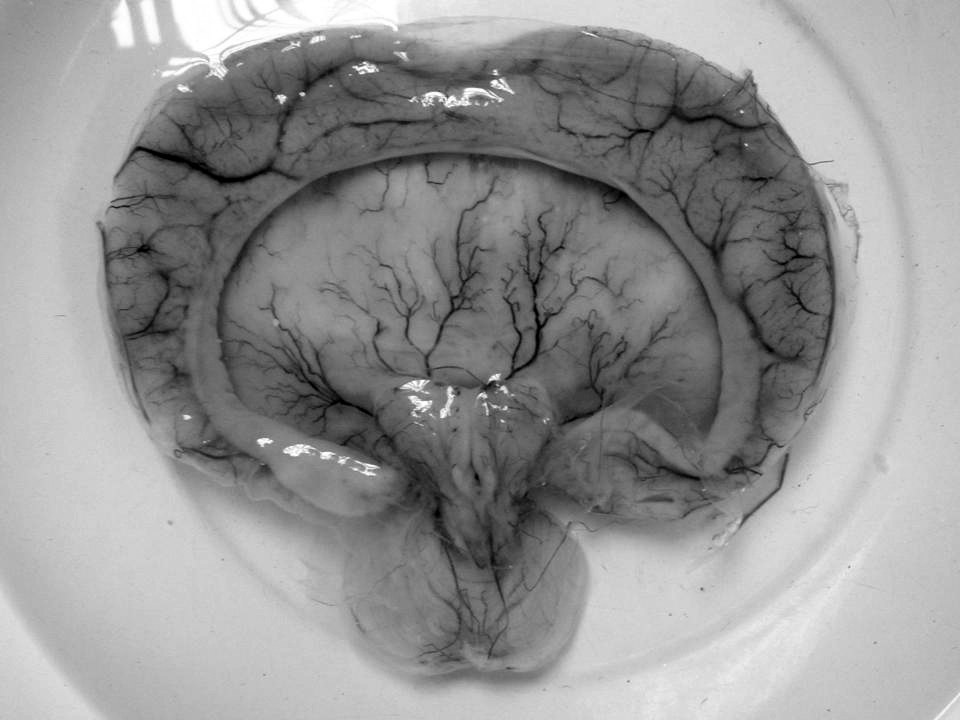
Preparat sekcyjny mózgowia w postaci alobarnej holoprozencefalii

Holoprozencefalia (jednokomorowe przodomózgowie, łac. holoprosencephalia, ang. holoprosencephaly) – ciężka wada wrodzona polegająca na niedokonanym podziale przodomózgowia. 

## Etiologia
Holoprozencefalia jest malformacją przodomózgowia i środkowej części twarzy. Wiąże się z zaburzeniami różnicowania mezodermy przedstrunowej, i ma podłoże genetyczne. Ocenia się, że co najmniej 12 regionów chromosomowych zawiera geny, których mutacje biorą udział w patogenezie holoprozencefalii.
| Typ  | Locus        | Gen   | OMIM        |
| ---- | ------------ | ----- | ----------- |
| HPE1 | 21q22.3      |       | OMIM 236100 |
| HPE2 | 2 p21        | SIX3  | OMIM 157170 |
| HPE3 | 7q36         | SHH   | OMIM 142945 |
| HPE4 | 18p11.3      | TGIF  | OMIM 142946 |
| HPE5 | 13q32        | ZIC2  | OMIM 609637 |
| HPE6 | 2q37.1-q37.3 |       | OMIM 605934 |
| HPE7 | 9q22.3       | PTCH1 | OMIM 610828 |
| HPE8 | 14q13        | DSP   | OMIM 609408 |
| HPE9 | 2q14         | GLI2  | OMIM 610829 |

Holoprozencefalia w większości przypadków występuje sporadycznie, ale znane są rodziny z autosomalnie dominująco dziedziczoną jej rodzinną postacią. U około 30% pacjentów z holoprozencefalią rodzinną wykrywa się mutacje genu SHH (sonic hedgehog gene). Holoprozencefalia stanowi też składową wielu zespołów wad (najczęściej zaburzeń chromosomowych). Niektóre z nich to:
- trisomia 13
- triploidia
- delecja 7q
- delecja 13q
- delecja 18p
- asocjacja CHARGE
- zespół Pallistera-Hall
- zespół Smitha-Lemliego-Opitza
- zespół Rubinsteina-Taybiego
- zespół Meckla
- zespół pseudotrisomii 13
- osteopathia striata with cranial sclerosis
- zespół Lambotte'a
- zespół Steinfelda
- zespół mikrocja-anocja
- zespół hydroletalny
- zespołowa mikroftalmia
- asocjacja MLRD
- kompleks dysgnacji
- zespół Genoa

## Obraz kliniczny
Zaburzenie może być różnego stopnia, w zależności od stopnia niedokonanego podziału mózgowia: od częściowego połączenia płatów czołowych do całkowitego połączenia półkul z wytworzeniem pojedynczej komory mózgu. Wady twarzy w holoprozencefalii odzwierciedlają stopień wady mózgowia; ich zakres obejmuje tak poważne wady, jak połączenie gałek ocznych w jedną strukturę (cyklopia) i uformowaniem struktur nosa w ryjek (proboscis), etmocefalię, cebocefalię, agenezję szczęki z rozszczepem środkowym i hipoplazją nosa, po niewielki hipoteloryzm.

## Podział kliniczny
Wyróżnia się 3 postaci holoprozencefalii:
- postać alobarna
  - całkowity brak podziału mózgowia na półkule
  - pojedyncza komora mózgu
- postać semilobarna
  - brak podziału płatów czołowych i ciemieniowych
  - obecna szczelina pośrodkowa w tylnej części mózgu
  - wspólna komora z wykształconymi 2 rogami potylicznymi
- postać lobarna
  - płytka szczelina pośrodkowa obecna na całej powierzchni mózgu, brak prawidłowego podziału półkul

## Rokowanie
- postać alobarna – śmierć w 1 roku życia
- postać semilobarna powoduje głębokie zaburzenia rozwoju
- postać lobarna powoduje łagodnie wyrażone objawy neurologiczne